# Viaggio apostolico di Francesco in Messico 2016
Per il suo XII Viaggio apostolico papa Francesco si è recato in Messico, passando per Cuba dove ha incontrato il Patriarca Cirillo I di Mosca. Scopo principale del viaggio in Messico la visita alla Basilica di Guadalupe.
Si tratta della settima visita di un Pontefice in Messico, dopo quelle di papa Giovanni Paolo II nel 1979, nel 1990, nel 1993, nel 1999, nel 2002 e di Benedetto XVI nel 2012.
Inoltre, si tratta della quarta volta che un Pontefice mette piede sul suolo cubano, dopo le visite di papa Giovanni Paolo II nel 1998, di Benedetto XVI nel 2012 e dello stesso Francesco nel 2015.